# Мина Фореста (Катанцаро)
Мина Фореста је насеље у Италији у округу Катанцаро, региону Калабрија.
Према процени из 2011. у насељу је живело 99 становника. Насеље се налази на надморској висини од 625 м.